# ダランベールの原理
ダランベールの原理（英語: d'Alembert's principle）は、1743年にフランスの数学者ジャン・ル・ロン・ダランベールが著書「力学論」において発表した古典力学の原理。
簡単のために一つの質点を考え、その質量を m とする。それに外界から力 F が加わえられ、質点が加速度 d2r/dt2 で運動する場合を考える。質点の運動を記述するニュートンの運動方程式は、
{\displaystyle m{\ddot {\boldsymbol {r}}}={\boldsymbol {F}}}
である。これを変形すると
{\displaystyle {\boldsymbol {F}}-m{\ddot {\boldsymbol {r}}}=0}
となり、これは質点に作用する外力 F に対し、-md2r/dt2 なる力がかかって全体が力のつり合った（平衡した）状態であるとみなすことができる。このように見かけの力 (-md2r/dt2) を仮定することで、運動の問題を力のつり合い（平衡）の問題に帰着させることを、ダランベールの原理という。このとき、見かけの力 -md2r/dt2 を慣性力（慣性抵抗とも）と呼ぶ。
この原理は n 個の質点系、質点だけでなく形のある物体（連続した物体）についても成り立つ。
{\displaystyle \sum _{i}^{n}({\boldsymbol {F}}_{i}-m_{i}{\ddot {{\boldsymbol {r}}_{i}}})=0}